# Bonifacio II
Bonifacio II (Roma, ¿?- ibid., 17 de octubre de 532) fue el papa 55.° de la Iglesia católica de 530 a 532.
Aunque nacido en Roma, era de raíces ostrogodas, lo que le convirtió en el primer papa de origen germánico gracias al apoyo del rey godo Atalarico.
Designado por Félix IV como su sucesor mediante un edicto, a la muerte de este una parte del clero, respetando la voluntad del fallecido, lo eligió pontífice el 22 de septiembre de 530, mientras la facción mayoritaria de dicho clero se opuso a su elección y elegía como papa a Dióscuro. El posible cisma en la Iglesia quedó abortado al morir Dióscuro a los veintidós días de su nombramiento.
Obsesionado por la posibilidad de que a su muerte volviera a producirse una doble elección papal que desembocara en un cisma, convocó un concilio en el que se otorgó la  prerrogativa de elegir a su propio sucesor, designando como tal al diácono Vigilio. Sin embargo la oposición que encontró ante este proceder y que llevó al propio Senado romano a acusar al Papa de abuso de poder, hizo que Bonifacio se retractase y así su elegido no accedió a la silla papal a su muerte, aunque sí lo haría posteriormente.
Bonifacio falleció el 17 de octubre de 532.